# 富士宮市立芝川中学校
富士宮市立芝川中学校（ふじのみやしりつ しばかわちゅうがっこう）は、静岡県富士宮市南西部に位置する公立中学校である。東に芝川が流れ、学区は西で山梨県、南で富士市および静岡市清水区と接している。
略称は「芝川」または「芝中」

## 通学区域
- 西山区（市道西山1143号線以北を除く）、大久保区、長貫区、上羽鮒区、下羽鮒区、稗久保区、香葉台区、内房第1区、内房第2区、内房第3区、内房第4区、上稲子区、下稲子区[1]。

## 指定避難所
- 長貫区(上長貫、橋場、川合町内)、上羽鮒区、下羽鮒区、香葉台区[2]

## アクセス
- 芝富小学校から徒歩4分
- JR身延線芝川駅から徒歩11分